# جورج فيوليمير
جورج فيوليمير هو لاعب كرة قدم سويسري في مركز الهجوم، ولد في 21 سبتمبر 1944 في Tramelan ‏ في سويسرا، وتوفي في 29 يوليو 1988. شارك مع منتخب سويسرا لكرة القدم. أما مع النوادي، فقد لعب مع نادي لوزان.

## وصلات خارجية
- جورج فيوليمير على موقع الاتحاد الدولي (مؤرشف)  (الإنجليزية)
- جورج فيوليمير على موقع قاعدة بيانات كرة القدم.إي يو (الإنجليزية)
- جورج فيوليمير على موقع ناشيونال فوتبول تيمز (الإنجليزية)
- جورج فيوليمير على موقع Soccerway.com (الإنجليزية)